# Kengo Hanazawa
Kengo Hanazawa (jap. 花沢 健吾 Hanazawa Kengo; ur. 5 stycznia 1974 w Hachinohe) – japoński mangaka, laureat nagrody tematycznej Sense of Gender Awards w 2005 roku za mangę Ressentiment. Jego seria I Am a Hero była nominowana do nagrody Manga Taishō w latach 2010–2012 oraz zdobyła 58. nagrodę Shōgakukan Manga w kategorii ogólnej w 2013 roku. Na podstawie tej mangi powstał film live action w reżyserii Shinsuke Satō. Ekranizacji doczekała się także jego inna seria, Boys on the Run, której filmowa wersja ukazała się w 2010 roku. Wcześniej Hanazawa pracował jako asystent Osamu Uoto.

## Twórczość
- Ressentiment (2004–2005)[7]
- Boys on the Run (2005–2008)[8]
- I Am a Hero (2009–2017)[9]
- Under Ninja (od 2018)[10]